# Salim Hilmi Abd an-Na’im
Salim Hilmi Abd an-Na’im, Salem Helmy Abdel Naem (arab. سالم حلمي عبدالنعيم; ur. 8 marca 1963) – egipski zapaśnik walczący w obu stylach. Olimpijczyk z Los Angeles 1984, gdzie zajął szóste miejsce w stylu klasycznym. Startował w kategorii 62 kg.
Siódmy na igrzyskach śródziemnomorskich w 1991. Zdobył dwa złote medale na mistrzostwach Afryki, w 1984 i 1988. Drugi i trzeci na mistrzostwach arabskich w 1987 roku.
- Turniej w Los Angeles 1984

Pokonał Meksykanina Roberto Acevesa, Japończyka Seiichi Osanai, Fina Hannu Lahtinena i przegrał z Grekiem Steliosem Mijakisem, Szwajcarem Hugo Dietschem, a w rundzie finałowej z Kanadyjczykiem Dougiem Yeatsem.